# Micro Machines (seria)
Micro Machines – seria gier komputerowych stworzona przez Codemasters. Polega ona na wyścigach zawodników miniaturowych modeli samochodów.
Spin-offem serii jest gra Micro Maniacs na konsole PlayStation.

## Lista gier z serii
- Micro Machines (1991)
- Micro Machines 2: Turbo Tournament (1994)
- Micro Machines Turbo Tournament '96 (1995)
- Micro Machines Military (1996)
- Micro Machines V3 (1996)
- Micro Machines 64 Turbo (1999)
- Micro Machines (2002)
- Micro Machines V4 (2006)
- Micro Machines: World Series (2017)